# Servicio de Consulta a Bancos de Información
El Servicio de Consulta a Bancos de Información (SECOBI) es un servicio desarrollado por el Consejo Nacional de Ciencia y Tecnología de México en marzo de 1976 para dar acceso a los bancos de información bibliográfica automatizados que empezaban a surgir en esa época. En cierta forma, fue un servicio precursor de Internet en México.

El proyecto surgió como parte del desarrollo del Servicio Nacional de Información y Documentación Científica establecido en la Ley que creó al CONACYT.
Una parte importante de los trabajos fue instalar la primera red de conmutación de paquetes (x.25) en México, conectada con la red en los Estados Unidos a través de un enlace de 4800 bauds (4.8 Kb), desde la Ciudad de México hasta San Antonio. Desde allí, se tenía acceso a los bancos de información: Dialog (de Lockheed) y Orbit, que en total permitían hacer búsquedas a casi 100 bancos de información diferentes, en campos como: la educación, ingeniería, psicología, ciencias sociales, agricultura, etc. Posteriormente, se incorporaron otros servicios como Questel en Francia, Agencia Espacial Europea en Italia y otros. Para meduiados de los años '80, SECOBI ofrecía acceso a casi 500 bancos de información.

En sus inicios, la infraestructura de SECOBI en México se integró con un banco de módems de respuesta automática que estaban conectados a un ruteador X.25 (conocido como Tymsat) con 16 puertos de 300 bauds (0.3 Kb/s), que era la máxima velocidad disponible para los usuarios finales. El Tymsat se comunicaba con un puerto serial a un ruteador de alta velocidad denominado que operaba bajo el sistema operativo Tymcom, el cual tenía 4 puertos de 9.6 Kb/s. De estos cuatro puertos, uno se usaba para el Tymcom, uno para el enlace de 4800 bauda a los Estados Unidos y los otros dos se previeron para interconectar equipos de cómputo del Gobierno Federal y sirvieron para diferentes instituciones en diversos momentos, tales como Banco de México, la UNAM, la Secretaría de Educación Pública y otros.
Para los años '80 se habían alcanzado más de 500 usuarios institucionales del sistema y se contaba con sucursales para acceso al público en varias ciudades de México. En 1985 desinstaló los equipos originales y se integró a la red X.25 del Gobierno Mexicano (Telepac), con lo cual incrementó los puntos de acceso con llamadas locales a más de 50 ciudades de México.
SECOBI fue un elemento sustancial para estimular el desarrollo de bancos de información bibliográfica y documental en México. Con el apoyo de Micro CDS/ISIS de la UNESCO, a partir de 1985 promovió la creación y difusión de bancos bibliográficos mexicanos, tales como el SIE-Banxico, México-Arte, Patentes Mexicanas, Normas Mexicanas, Notimex, etc. Para 1987, SECOBI instaló un equipo Hewlett-Packard 3000 con el software Mini ISIS del IDRC de Canadá, con lo cual contó con la infraestructura para difundir a nivel mundial los bancos de información mexicanos.
Para fines de los años '90, SECOBI se integró a la tecnología de Internet.